# Пикавиллани
Пикавиллани (англ. Pickawillany, на языке майами Pinkwaawileniaki) — индейская деревня XVIII века народа майами, расположенная на реке Грейт-Майами-Ривер в долине Долине Огайо в Северной Америке, недалеко от современного города Пикуа, штат Огайо. В 1749 году рядом с поселением был основан английский торговый пост, где продавались товары местным индейским племенам. В 1750 году для защиты поста был возведён частокол. Французские и английские колонисты соперничали за контроль над торговлей пушниной в долине Огайо в рамках своей общей борьбы за господство в Северной Америке. Менее чем за пять лет Пикавиллани превратился в одну из крупнейших общин коренных американцев на северо-востоке Северной Америки.
Из-за того, что лидер майами Мемеския отверг союз с французами и начал торговлю с англичанами, власти Новой Франции решили наказать жителей Пикавиллани. 21 июня 1752 года деревня и английский торговый пост были разрушены в ходе рейда, который возглавлял Шарль Мишель де Ланглад. Союзные Новой Франции индейцы напали на деревню, убив Мемескию и по крайней мере одного английского торговца, частокол и торговый пост были сожжены. После нападения деревня была передислоцирована примерно на милю к юго-востоку. Разрушение Пикавиллани усугубило существующую напряжённость между двумя колониальными державами и способствовало усилению конфликта, впоследствии приведшему к войне между Францией и Великобританией.

### Статьи
- Martinez, Luke Aaron Fleeman. "The land belongs to neither one": Native Americans, Europeans, and the raid on Pickawillany (англ.). — Fresno: California State University, 2011.